# Tratado de Randeia
O Tratado de Randeia foi um tratado de paz concluído entre o Império Romano e o Império Arsácida na cidade fronteiriça de Randeia, onde hoje é a Turquia, em 63. O tratado, que encerrou a guerra romano-parta de 58-63, estipulou que doravante um príncipe parta da linha arsácida sentar-se-ia no trono armênio, mas a sua nomeação, ou direito de investidura, foi dada ao imperador romano. Embora isto essencialmente tenha feito da Armênia um reino cliente de jure de Roma, várias fontes romanas contemporâneas pensaram que Nero (r. 54–68) tinha de fato cedido a Armênia ao Império Arsácida através deste tratado.
Este compromisso entre a Pártia e Roma durou várias décadas, até 114, quando Roma sob o comando de Trajano (r. 98–117) quebrou a paz ao invadir a Armênia e posteriormente a própria Pártia, assumindo o controlo direto da Armênia arsácida e incorporando-a numa província romana que durou apenas quatro anos antes de ser aparentemente abandonado pelo sucessor de Trajano, Adriano, em 118. A dinastia arsácida, no entanto, manteria o trono armênio, embora na maioria das vezes como reis clientes, até 428, quando o reino foi dividido pelo Império Bizantino e o Império Sassânida, e a parte oriental da Armênia tornou-se uma província sassânida a partir de então governada por um marzobã.